# Anny
Anny je český časosběrný dokumentární film Heleny Třeštíkové z roku 2020.

## Děj filmu
Dokument se natáčel šestnáct let a sleduje příležitostní pouliční prostitutku Anny. Ta s prostitucí začíná ve 46 letech, protože chce přilepšit vnoučatům. Všechen smutek, zmar a nemoce, které se jí připletou do cesty, bere vždy s nadhledem a humorem. Cestu jí zkříží organizace Rozkoš bez rizika, která se snaží chránit všechny prostitutky a pomáhat jim. Následně začne zpívat s hudebním sborem, jenž polemizuje o prostituci. Celý dokument končí nečekanou smrtí sledované Anny a pohledem na hořící svíčku, symbolizující její odchod.

## Premiéra
Snímek měl světovou premiéru na Mezinárodním dokumentárním filmovém festivalu IDFA v nizozemském Amsterdamu na podzim roku 2020.

## Ocenění
Film vyhrál hlavní cenu na festivalu dokumentů v Mnichově.